# Liste der Naturdenkmale in Rutesheim
| Naturdenkmale | Anzahl |
| ------------- | ------ |
| FND           | 4      |
| END           | 1      |
| Gesamt        | 5      |

Die Liste der Naturdenkmale in Rutesheim nennt die verordneten Naturdenkmale (ND) der im baden-württembergischen Landkreis Böblingen liegenden Stadt Rutesheim. In Rutesheim gibt es insgesamt fünf als Naturdenkmal geschützte Objekte, davon vier flächenhafte Naturdenkmale (FND) und ein Einzelgebilde-Naturdenkmal (END).
Stand: 1. November 2016.

## Flächenhafte Naturdenkmale (FND)
| Name                                 | Bild | Kennung     | Einzelheiten | Position | Fläche Hektar | Datum        |
| ------------------------------------ | ---- | ----------- | ------------ | -------- | ------------- | ------------ |
| Doline Grandeloch                    |      | 81150420005 | Rutesheim    | ⊙        | 0,4           | 3. Nov. 1992 |
| Doline-Asartas                       | BW   | 81150420003 | Rutesheim    | ⊙        | 0,1           | 3. Nov. 1992 |
| Feuchtbiotop Mahdenhau               | BW   | 81150420006 | Rutesheim    | ⊙        | 0,9           | 3. Nov. 1992 |
| Gehölz- und Halbtrockenrasen Asartas | BW   | 81150420004 | Rutesheim    | ⊙        | 2,8           | 3. Nov. 1992 |
| Legende für Naturdenkmal             |      |             |              |          |               |              |

## Einzelgebilde (END)
| Name                                   | Bild | Kennung     | Einzelheiten | Position | Fläche Hektar | Datum        |
| -------------------------------------- | ---- | ----------- | ------------ | -------- | ------------- | ------------ |
| Traubeneiche an der Malmsheimer Straße |      | 81150420001 | Rutesheim    | ⊙        | 0,0           | 3. Nov. 1992 |
| Legende für Naturdenkmal               |      |             |              |          |               |              |